# Club Ferro Carril Oeste (basquetbol)
El Club Ferro Carril Oeste Basquet, o Ferro Basquet és un club argentí de bàsquet de la ciutat de Buenos Aires, al barri de Caballito. És la secció del club esportiu Club Ferro Carril Oeste.

## Història
La secció va ser fundada el 1941. El 1968 ascendí a la primera divisió de Buenos Aires. Fou el primer equip argentí en guanyar el campionat sud-americà el 1981. També guanyà la primera Liga Nacional de Básquet el 1985. Al final de la temporada 2003-04 baixà a segona divisió, on jugà fins 2015 pel descens de Ciclista Juninense.

## Jugadors destacats
| Criteri |
| --- |
| Per aparèixer en aquesta llista un jugador ha de complir algun d'aquests criteris: - Haver disputat al menys tres temporades al club. - Haver establert algun rècord o guanyat algun premi individual jugant al club. - Haver guanyat una medalla amb la seva selecció. - Haver jugat al menys tres temporades a la NBA. |

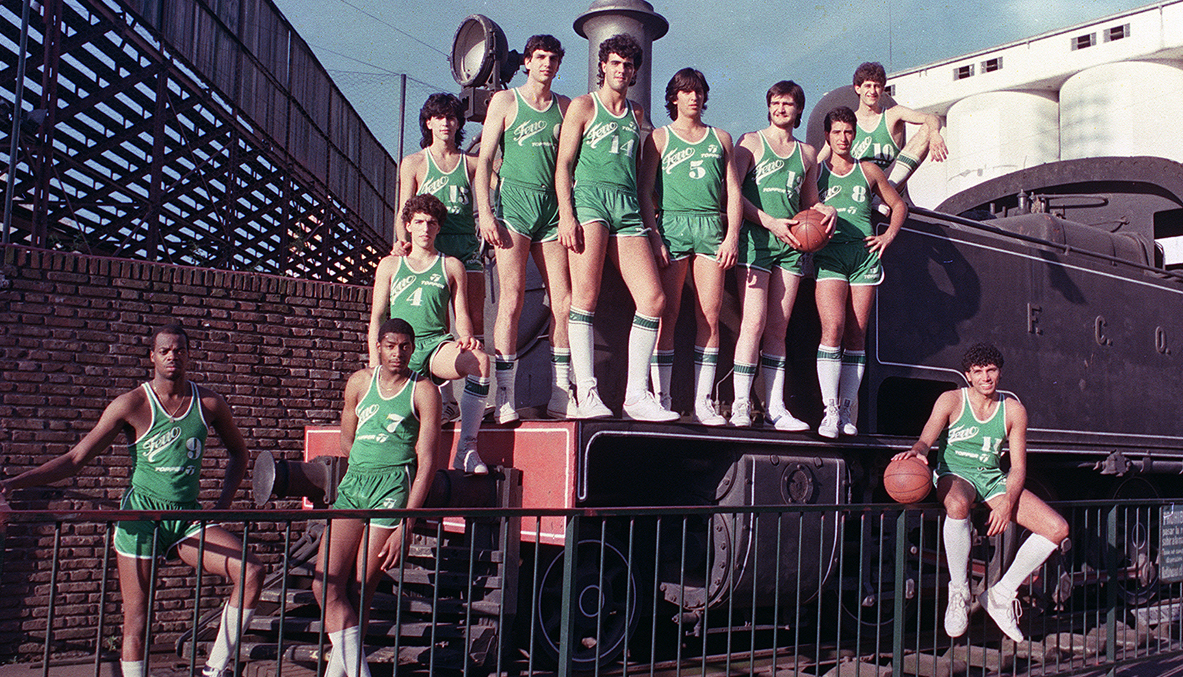
Ferro el 1985.

| - Miguel Cortijo (1976-92) - Rory White (1991-92) - Gabriel Fernández (1995-96) - Luis Scola (1995-98) - Martín Leiva (1997-2001) - Diego Lo Grippo (1998-2001) - Federico Kammerichs (1998-2001) | - Luis Oroño - Sebastián Uranga - Javier Maretto - Diego Maggi - Daniel Aréjula - Horacio López - Erron Maxey (2001) |

## Entrenadors destacats
- León Najnudel (1976-82, 1989-90, 1996)

## Palmarès
- Torneo Metropolitano (1): 1980
- Torneo Oficial de la Federación de Buenos Aires (3): 1980, 1982, 1983
- Torneo de Apertura de la Federación de Buenos Aires (3): 1980, 1981, 1982
- Campeonato Argentino de Clubes (1): 1981
- Lliga argentina de bàsquet (3): 1985, 1986, 1989
- Campionat sud-americà de clubs de bàsquet (3): 1981, 1982, 1987